# Woodsia alpina x ilvensis
Woodsia alpina x ilvensis là một loài dương xỉ trong họ Woodsiaceae. Loài này được Rosendahl mô tả khoa học đầu tiên năm 1915.
Danh pháp khoa học của loài này chưa được làm sáng tỏ. 

## Hình ảnh

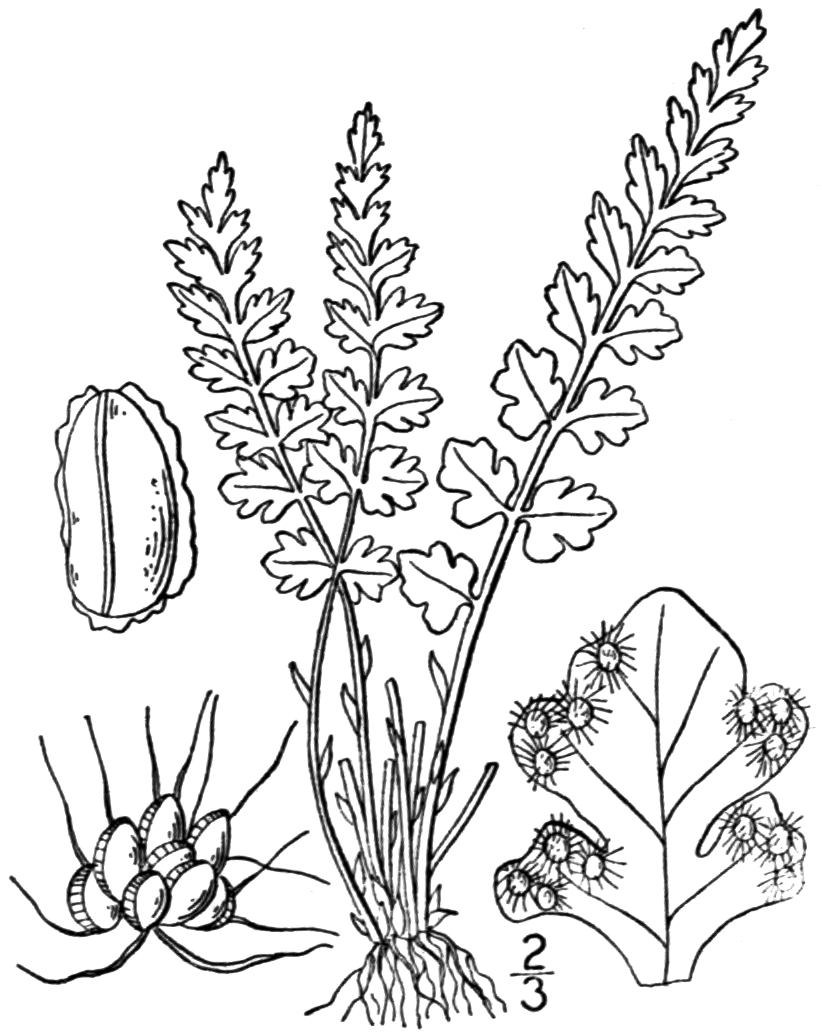
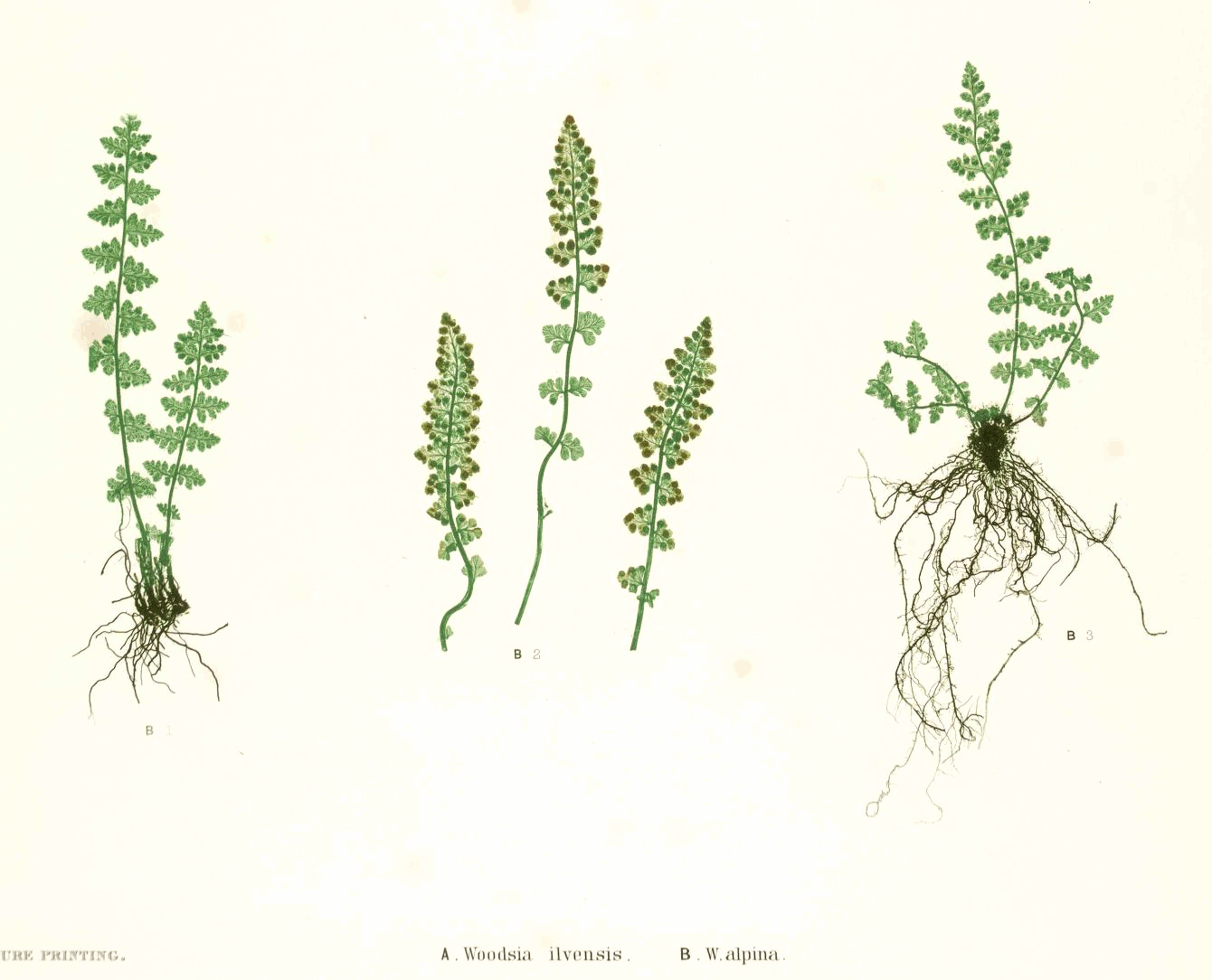
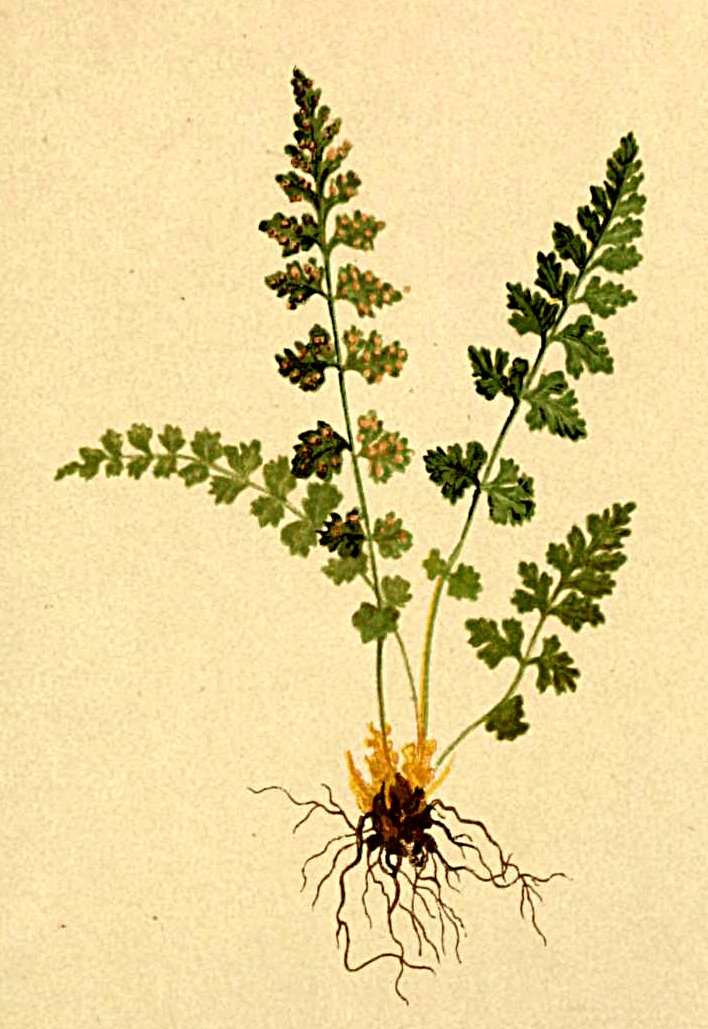